# 無名塚古墳
無名塚古墳（むめいづかこふん）は、大阪府岸和田市にある古墳。久米田古墳群を構成する古墳の一つ。

## 概要
久米田古墳群の中の、貝吹山古墳と風吹山古墳の中間にある、小型の円墳。墓石、植輪等が無く、堀も無いが、盗掘の為と考えられる。以前は周囲に掘があったと推測される。昭和初期の調査時は古墳の形をとどめていたが、平成4年の調査時には、辛うじて周囲15メートル、高さ1メートルの円墳として認識されていた。
平成4年の発掘調査の結果、4個体の埴輪を発掘した。発掘された埴輪は、底部のみは残っていた。